# Foody

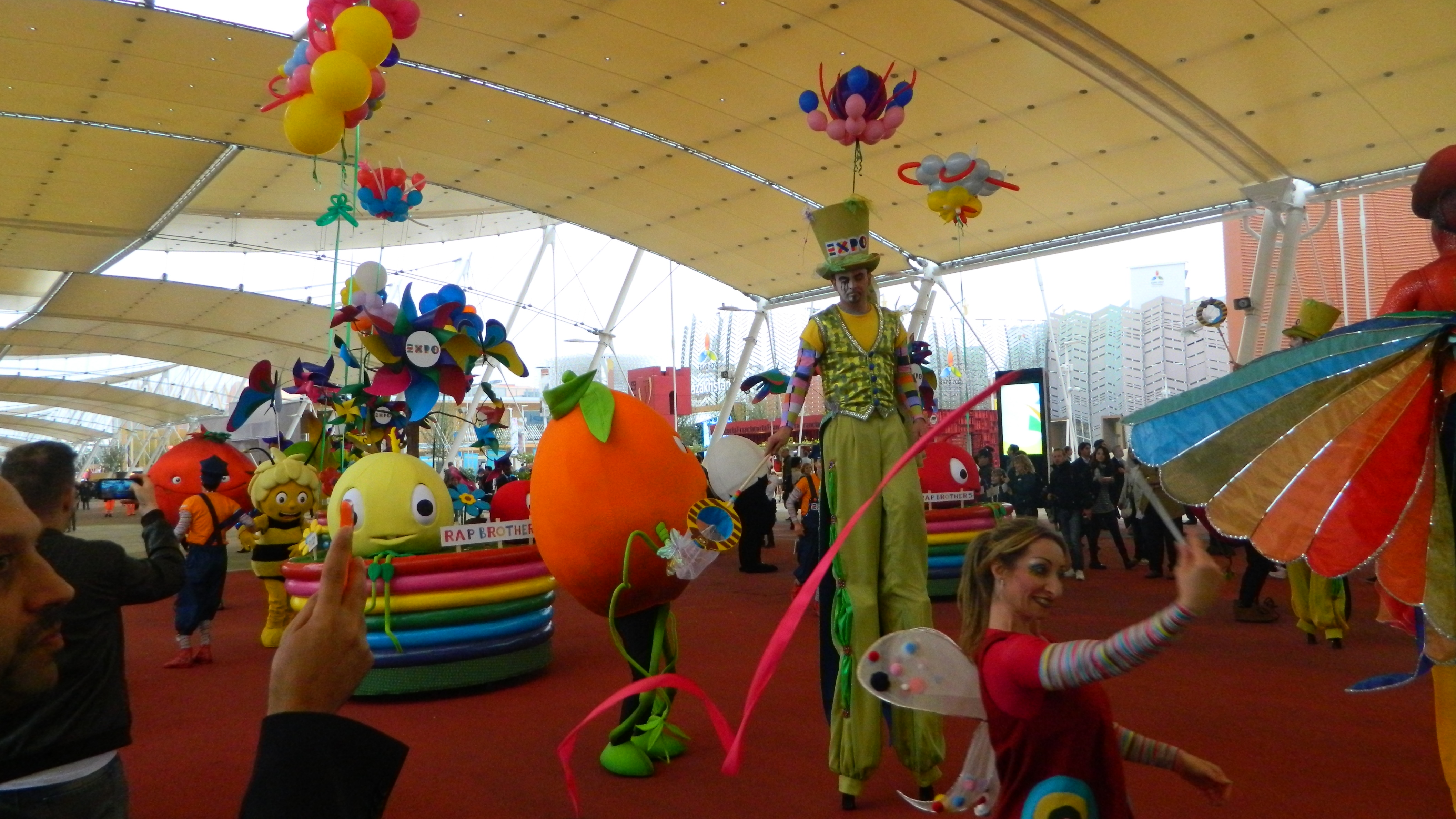
La parata lungo il decumano

Il logo e la mascotte riuniti

Foody è la mascotte ufficiale di Expo Milano 2015.
Disegnato dalla Disney e realizzato da un'azienda salernitana, Foody, alto circa un metro e novanta, è molto sorridente e colorato.
In realtà, si tratta di 11 personaggi-pupazzi ispirati dal mondo della frutta e degli ortaggi, che vanno a comporre un volto di un dodicesimo personaggio (di nome Foody) di ispirazione arcimboldesca. Il nome dei personaggi è stato deciso dai bambini attraverso un sondaggio online sul sito ufficiale della manifestazione.
La famiglia di pupazzi è composta da: Josephine la banana, Piera la pera, Rodolfo il fico, Gury l'anguria, Manghy il mango, Pomina la mela, Rap Brothers i rapanelli, Guagliò l'aglio, Arabella l'arancia, Max il mais, Chicca la melagrana e Julienne la zucchina. Sono personaggi-alimenti provenienti da tutto il mondo, ognuno con la sua personalità, che simboleggiando la diversità e l'unione.
Nel marzo 2015,  una serie animata dedicata a Foody e ai suoi amici e intitolata Expo show è in onda sui canali Disney, Disney Channel, XD, su YouTube e sui canali social dell'Expo.
Nel 3 luglio 2015, il Foody è stato celebrato dalle Poste italiane che hanno emesso un francobollo che riproduce in parte sua effigia.
All'interno del sito espositivo, Foody e la sua famiglia sono molti attivi: ogni giorno e due volte al giorno partecipano ad una parata lungo il decumano. Foody invita anche tutti i bambini a divertirsi, con un libro-gioco con immagini da colorare, cruciverba da compilare, test, quiz per scoprire il mondo dell'alimentazione.
Da notare che per l'esperto milanese di campagne pubblicitarie Oliviero Toscani, Foody la mascotte è un prodotto grafico "vergognoso".